# نیوهون، شهرستان شیاواسی، میشیگان
نیوهون (به انگلیسی: New Haven Township) یک منطقهٔ مسکونی در ایالات متحده آمریکا است که در شهرستان شیاواسه، میشیگان واقع شده‌است.
 نیوهون  ۱٬۳۲۹ نفر جمعیت دارد و ۲۲۵ متر بالاتر از سطح دریا واقع شده‌است.